# Ивкова (гмина)
Ивкова (пол. Iwkowa) — сельская гмина (волость) в Польше, входит как административная единица в Бжеский повет (Малопольское воеводство), Малопольское воеводство. Население — 5999 человек (на 2004 год).

## Демография
| Перепись                       | Всего   | Всего | Женщины | Женщины | Мужчины | Мужчины |
| ------------------------------ | ------- | ----- | ------- | ------- | ------- | ------- |
| Единицы                        | человек | %     | человек | %       | человек | %       |
| Население                      | 5999    | 100   | 3018    | 50,3    | 2981    | 49,7    |
| Плотность населения (чел./км²) | 127,1   | 127,1 | 64      | 64      | 63,2    | 63,2    |

## Сельские округа
1. Доброцеш
2. Дружкув-Пусты
3. Ивкова
4. Конты
5. Полом-Малы
6. Поромбка-Ивковска
7. Воякова

## Соседние гмины
1. Гмина Чхув
2. Гмина Ляскова
3. Гмина Липница-Мурована
4. Гмина Лососина-Дольна